# 대머리 총각
"대머리 총각"은 한국에서 제작된 심우섭 감독의 1968년 영화이다. 구봉서 등이 주연으로 출연하였고 신태일 등이 제작에 참여하였다.

## 출연

### 주연
- 구봉서
- 서영춘
- 김청자
- 김순철

## 기타
- 조명: 김경중
- 미술: 홍명기